# Рот-и-Бага
Рот-и-Бага (Ротибага; арм. Ռոտ-ի-Բաղա) — гавар в провинции Пайтакаран Великой Армении.

## География
На севере Рот-и-Бага граничил с Хракот-Перожем, на западе с Варданакертом, на юге — с Каган-Ротом, на юго-востоке — с Хани, а на востоке было побережье Каспийского моря. Столицей Рот-и-Баги являлся город Баган-рот, стоявший на одноимённой реке.